# Eduard Campabadal
Eduard Campabadal Claros (Tarragona, 26 de enero de 1993) es un jugador de fútbol español que ocupa la demarcación de defensa y juega para el Real Avilés Industrial C. F. de la Primera Federación.

## Trayectoria
Se formó en la cantera del F. C. Barcelona y se marchó para fichar por el Wigan Athletic F. C., equipo con el que llegó a debutar en la Premier League. Después fichó por el Córdoba C. F., con el que subió a una Primera División en la que jugó 14 encuentros. Posteriormente pasó por el R. C. D. Mallorca y C. D. Lugo. En este último estuvo durante cinco temporadas y en el momento de su marcha era el quinto jugador que más partidos había jugado con el equipo en la Segunda División. Desde entonces estuvo sin equipo hasta que en marzo de 2023 se unió al Linares Deportivo para lo que quedaba de campaña. Jugó más de 800 minutos y la siguiente fichó por el C. D. Alcoyano. En este equipo fue el jugador más utilizado en la primera mitad de la temporada, pero en diciembre llegó a un acuerdo para rescindir su contrato y marcharse al C. D. Atlético Baleares. Allí completó el curso y en julio de 2024 fichó por el Zamora C. F., donde también estuvo una campaña antes de unirse al Real Avilés Industrial C. F.

## Selección nacional
Fue internacional con España en las categorías sub-16, sub-17 y sub-18.

## Clubes
| Club                         | País       | Año       |
| ---------------------------- | ---------- | --------- |
| Wigan Athletic F. C.         | Inglaterra | 2013      |
| Córdoba C. F.                | España     | 2013-2015 |
| R. C. D. Mallorca            | España     | 2015-2017 |
| C. D. Lugo                   | España     | 2017-2022 |
| Linares Deportivo            | España     | 2023      |
| C. D. Alcoyano               | España     | 2023      |
| C. D. Atlético Baleares      | España     | 2024      |
| Zamora C. F.                 | España     | 2024-2025 |
| Real Avilés Industrial C. F. | España     | 2025-     |